# Prednatjecanje za prvenstvo Jugoslavije u nogometu 1929.
Prednatjecanje za prvenstvo Jugoslavije u nogometu 1929. je treće po redu izlučno natjecanje za završnicu državnog prvenstva koju je organizirao Jugoslavenski nogometni savez. Prednatjecanje je odigrano od 2. lipnja 1929. godine do 9. lipnja 1929. godine. 

## Natjecateljski sustav
U prednatjecanju su prvi puta sudjelovale sve momčadi (nije bilo izravnih plasmana). Prednatjecanje je izborilo 8 podsaveznih prvaka, te doprvaci Beogradskog i Zagrebačkog nogometnog podsaveza. Igralo se po dvostrukom kup-sustavu, a parovi su određeni na sjednici Jugoslavenskog nogometnog saveza 1928. godine.
| Podsavez    | Klub                  | Podsavezno prvenstvo | Prvenstvo JNS-a |
| ----------- | --------------------- | -------------------- | --------------- |
| Zagrebački  | HAŠK (Zagreb)         | prvak                | prednatjecanje  |
| Zagrebački  | Građanski (Zagreb)    | doprvak              | prednatjecanje  |
| Splitski    | Hajduk (Split)        | prvak                | prednatjecanje  |
| Beogradski  | BSK (Beograd)         | prvak                | prednatjecanje  |
| Beogradski  | Jugoslavija (Beograd) | doprvak              | prednatjecanje  |
| Ljubljanski | Primorje (Ljubljana)  | prvak                | prednatjecanje  |
| Subotički   | SAND (Subotica)       | prvak                | prednatjecanje  |
| Sarajevski  | Slavija (Sarajevo)    | prvak                | prednatjecanje  |
| Osječki     | Hajduk (Osijek)       | prvak                | prednatjecanje  |
| Skopski     | Pobeda (Skoplje)      | prvak                | prednatjecanje  |

## Utakmice
| Datum           | Mjesto    | Momčadi                  | Rezultat |
| --------------- | --------- | ------------------------ | -------- |
| 2. lipnja 1929. | Beograd   | BSK – Pobeda             | 17:2     |
| 9. lipnja 1929. | Skoplje   | Pobeda – BSK             | 1:0      |
| 2. lipnja 1929. | Subotica  | SAND – Jugoslavija       | 0:1      |
| 9. lipnja 1929. | Beograd   | Jugoslavija – SAND       | 3:1      |
| 2. lipnja 1929. | Zagreb    | HAŠK – Hajduk (Osijek)   | 1:1      |
| 9. lipnja 1929. | Osijek    | Hajduk (Osijek) – HAŠK   | 0:3      |
| 2. lipnja 1929. | Ljubljana | Primorje – Građanski     | 1:3      |
| 9. lipnja 1929. | Zagreb    | Građanski – Primorje     | 4:0      |
| 2. lipnja 1929. | Split     | Hajduk (Split) – Slavija | 2:1      |
| 9. lipnja 1929. | Sarajevo  | Slavija – Hajduk (Split) | 1:2      |

- U završnicu državnog prvenstva plasirali su se: BSK, Jugoslavija, HAŠK, Građanski i Hajduk (Split).